# Alí II de Zanzíbar

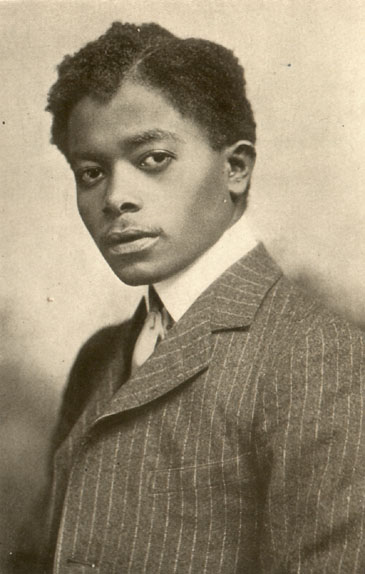
El sultán Alí II bin Hamud (1907) con un traje occidental.

Sayyid Alí bin Hamud al-Busaíd (7 de junio de 1884-20 de diciembre de 1918) (en árabe: علي بن حمود البوسعيد‎) fue el octavo sultán de Zanzíbar. 
Como parte de la alianza de su padre, el sultán Hamud ibn Mohammed de Zanzíbar, con los británicos, que le habían ayudado a acceder al poder. 
Alí II fue el primer sultán de Zanzíbar que fue educado en Inglaterra, en Harrow. Estuvo presente en la coronaciones de los reyes Eduardo VII y Jorge V. En el momento de la muerte de su padre todavía era menor de edad y cuando ascendió al trono mantuvo el modo de vida occidental al que se había acostumbrado mientras vivía en Inglaterra.
Alí II reinó en Zanzíbar desde el 20 de julio de 1902 hasta el 9 de diciembre de 1911, tras haber asumido el trono a la muerte de su padre, el séptimo sultán. Reinó brevemente debido a su mala salud. En 1911 abdicó en favor de su hijo, Sayyid Soud ibn Alí, pero quien ocupó realmente el poder fue su cuñado, el príncipe Khalifah ibn Harub Al-Busaid. Se retiró a París, donde moriría años después. Fue sepultado en el Cementerio del Père-Lachaise.

## Familia
El sultán Alí II se casó en 1902 con Chukwani bint Faisal ibn Turki Al-Busaid de Omán y tuvo cuatro hijos e hijas:
- El Príncipe Sayyid Saud ibn Alí Al-Busadi (18 de agosto de 1907).
- El Príncipe Sayyid Farid ibn Alí Al busaid (13 de septiembre de 1908).
- La Princesa Sayyida Zeana bint Alí.
- La Princesa Sayyida Tohfa bint Alí, se casó con el sultán Abdullah ibn Khalifah de Zanzíbar.

## Títulos
- 1884-1902: Sayyid Alí II ibn Hamud.
- 1902-1918: Su Alteza el Sultán Sayyid Alí II ibn Hamud, sultán de Zanzíbar.

(abdicó en 1911, pero continuó recibiendo el título y los tratamientos de Sultán.)

## Honores
- Medalla conmemorativa de la coronación del rey Eduardo VII -1902
- Clase especial de brillantes de la Nishan-e-Osmanieh del Imperio Otomano -1905
- Caballero gran cruz de la Orden de la Corona de Italia -1905
- Caballero gran cruz de la Orden del Águila Roja de Prusia -1905
- Caballero gran cruz de la Orden de Nuestra Señora de la Concepción de Villaviciosa de Portugal -1905
- Medalla conmemorativa de la coronación del rey Jorge V -1911[1]